# Município Katchiungo
Município Katchiungo är en kommun i Angola.   Den ligger i provinsen Huambo, i den centrala delen av landet, 600 km sydost om huvudstaden Luanda.
Omgivningarna runt Município Katchiungo är huvudsakligen savann. Runt Município Katchiungo är det ganska tätbefolkat, med 67 invånare per kvadratkilometer.